# Douglas Forvis
Douglas Forvis (Nicoya, Costa Rica, 17 de mayo de 1992) es un futbolista costarricense-nicaragüense que juega como portero en el Diriangén Fútbol Club de la Primera División de Nicaragua.

## Trayectoria

### Municipal Liberia
Inició su debut con el Municipal Liberia disputando el Torneo de Copa de Costa Rica, en el que recibió la confianza del técnico uruguayo Orlando de León, entre ambos equipos con el empate 2-2, debieron disputar en tanda de penales, recibiendo 6 anotaciones, eliminados de la primera ronda del Torneo de Copa de Costa Rica.
Después de lo ocurrido en el Torneo de Copa de Costa Rica, inició como portero titular en la Primera División de Costa Rica en la primera fecha del torneo contra la La U Universitarios, en donde lograron ganarse la victoria 2-0, sin recibir anotaciones. Después de su primer partido en la Primera División, disputó las siguientes 6 fechas del torneo en la alineación titular de manera consecutiva.
En su primera experiencia como jugador profesional disputó 17 partidos, recibiendo 26 anotaciones. Douglas jugó un total de 62 partidos con los liberianos, recibiendo 100 goles durante 3 temporadas. 

### Santos de Guápiles
En la temporada 2018-19, se vistió de rojo y blanco en el club Santos de Guápiles, siendo su debut en la cuarta fecha del Torneo Apertura 2018 contra UCR Fútbol Club, en el estuvo en la alineación titular recibiendo 2 anotaciones en la derrota de los santistas 2-1. Participó solamente en 2 ocasiones.
En el Torneo Clausura 2019, recibió mayor protagonismo, jugando en total 13 partidos recibiendo 21 anotaciones. En la temporada 2019-20 fue el portero titular del club, disputando 30 partidos y recibiendo 48 anotaciones.
Forvis tuvo una mayor participación en su carrera futbolística con el Santos de Guápiles, disputando 78 partidos y recibiendo 113 anotaciones en contra.

### Real Estelí F. C.
El 20 de junio de 2022 se realizó de manera oficial su fichaje en tierras nicaragüenses con el Real Estelí F. C. de la Primera División de Nicaragua.
El 14 de diciembre de 2022 disputó la final de ida contra el C. D. Walter Ferrati, en la victoria 2-3. En el segundo partido, Forvis fue el titular indiscutible, el encuentro finalizó el marcador 1-2, mientras el marcador global se encontraba 4-4, por lo que se definió en tanda de penales, Forvis atajó dos penales, siendo sus acciones la obtención del título de la liga nicaragüense.

## Selección nacional
Disputó sus primeros partidos con la selección de Nicaragua en 3 juegos disputados contra selecciones del Caribe. Su debut se dio el 13 de noviembre de 2021 contra la selección de Cuba, recibiendo la confianza del técnico uruguayo Juan Vita, con victoria a favor de los nicaragüenses 2-0. En su segundo partido fue contra Belice, en lo que fue alineado como portero titular en la victoria para Nicaragua 4-0. Volviendo a disputar nuevamente 2 días después contra Belice, esta vez recibiendo su primera anotación al minuto 75, quedando el partido en empate 1-1.
Forvis fue convocado por el técnico chileno Marco Antonio Figueroa para los partidos de la Liga de Naciones de la Concacaf ubicados en el grupo C contra las selecciones caribeñas; Trinidad y Tobago, Bahamas, San Vicente y las Granadinas.
Su debut en la Liga de Naciones de la Concacaf se dio en la primera jornada contra Trinidad y Tobago, siendo el portero titular con su primera victoria en el torneo 2-1. En el siguiente partido estuvo en la banca de suplencia en el empate contra San Vicente y las Granadinas (2-2). En el tercer partido, Forvis apareció en la alineación titular contra Bahamas, sin recibir anotaciones, Nicaragua venció 2-0 ante el país caribeño. Cuatro días después se volvieron a enfrentarse contra Bahamas, Forvis como lo venía haciendo regularmente fue alineado como portero titular y sin recibir anotaciones de parte de los bahameños, Nicaragua se logró llevar nuevamente la victoria por 4-0, ubicándose líder del grupo C con 10 puntos.
Fue convocado para dos encuentros amistosos contra Surinam y Ghana en fechas FIFA. El 22 de septiembre de 2022, estuvo en el banco de suplencia contra Surinam sin ver minutos en la derrota 2-1. El 27 de septiembre fue alineado como jugador titular contra Ghana recibiendo una anotación al minuto 35 en la derrota 1-0.
El 4 de octubre de 2022 recibió la convocatoria para enfrentarse ante Catar en un partido amistoso en tierras españolas. El 13 de octubre tuvo el enfrentamiento ante el país catarí, alineado como titular, recibió dos anotaciones, siendo derrotados 2-1.

### Participaciones internacionales
| Evento                                  | Sede     | Resultado      | Partidos | Goles |
| --------------------------------------- | -------- | -------------- | -------- | ----- |
| Liga de Naciones de la Concacaf 2022-23 | Concacaf | Fase de grupos | 3        | -1    |

## Estadísticas

### Clubes
| Club                              | País          | Año           | Partidos | Goles |
| --------------------------------- | ------------- | ------------- | -------- | ----- |
| Generación Saprissa               | Costa Rica    | 2011-2013     | ?        | ?     |
| Municipal Liberia                 | Costa Rica    | 2014-2018     | 62       | -100  |
| Santos de Guápiles                | Costa Rica    | 2018-2022     | 78       | -113  |
| Real Estelí FC                    | Nicaragua     | 2022-2024     | 56       | -45   |
| Asociación Deportiva Guanacasteca | Costa Rica    | 2025-Act.     | -        | -     |
| Total carrera                     | Total carrera | Total carrera | 196      | -258  |

### Selección de Nicaragua
Actualizado al último partido jugado el 13 de noviembre de 2022.
| Absoluta · Nicaragua                           |   |   |   |    |   |    |   |    |
| 2021                                           | — | — | — | —  | 1 | -0 | 1 | -0 |
| 2022                                           | — | — | 3 | -1 | 4 | -4 | 7 | -5 |
| Total                                          | 0 | 0 | 3 | -1 | 5 | -4 | 8 | -5 |
| Fuente:Transfermarkt / National Football Teams |   |   |   |    |   |    |   |    |

## Palmarés

### Títulos nacionales
| Título                         | Club                  | País       | Año  |
| ------------------------------ | --------------------- | ---------- | ---- |
| Segunda División de Costa Rica | Municipal Liberia     | Costa Rica | 2015 |
| Primera División de Nicaragua  | Real Estelí F. C.     | Nicaragua  | 2022 |
| Primera División de Nicaragua  | Real Estelí F. C.     | Nicaragua  | 2023 |
| Copa Primera                   | Real Estelí F. C.     | Nicaragua  | 2023 |
| Copa Primera                   | Diriangén Fútbol Club | Nicaragua  | 2025 |